# Guṇabhadra
Guṇabhadra (求那跋陀羅, Pinyin: Qiúnàbátuóluó, Wade-Giles: Ch'iu-na-pa-t'o-lo, giapponese: Gunabaddara; 394 – 468) è stato un monaco buddhista e traduttore indiano, importante traduttore di testi dal sanscrito al cinese.

## Biografia
Fondatore, secondo alcune fonti della tradizione Beizōng (北宗, Scuola settentrionale) del Buddismo Chán (lignaggio giapponese:Zen), della scuola buddista cinese Chán.
Si conosce piuttosto poco della vita di Guṇabhadra. Sappiamo che era un monaco indiano mahāyāna che, come un suo confratello di nome Guṇavarman (求那跋摩, 367-431) quattro anni prima, partì dallo Sri Lanka per giungere, via mare per quella che oggi denominiamo come la Via marittima della seta, a Guangzhou (廣州) in Cina nel 435. Qui operò prevalentemente presso il monastero di Qíyuánsì (祇洹寺) a Jiankang (建康), dove era vissuto anche Guṇavarman, e presso il monastero Xinsi (辛寺) a Jingzhou (荊州). Guṇabhadra realizzò più di trenta traduzioni di sutra dal sanscrito al cinese.

## Opere (parziale)
- Saṃyuktâgamasūtra (雜阿含經 Zá āhán jīng, giapp. Zō agon kyō T.D. 99.2.1a-373b) tradotto, in 50 rotoli,  tra il 435 e il 443 (tra il XII e il XX  anno di Yuanjia 元嘉 [2]) presso il monastero  Wǎguān (瓦官寺) a Yangdu (楊都). È conservato nello Āhánbù.
- Śrīmālādevīsiṃhanādasūtra ("Sūtra sul ruggito del leone della regina Śrīmālā", 勝鬘師子吼一乘大方便方廣經 o 勝鬘經  Shèngmánjīng, giapp. Shōmangyō, T.D. 353.12.217a-223b) tradotto, in un fascicolo, nel 436. È conservato nel Bǎojībù.
- Laṅkāvatārasūtra (楞伽阿跋多羅寶經, Lengqie abatuoluo baojing, T.D. 670.16.479-513) tradotto, in quattro fascicoli, nel 443. È conservato nel Jīngjíbù.